# Adrian Grbić
Adrian Grbić (ur. 4 sierpnia 1996 roku w Wiedniu) – austriacki piłkarz chorwackiego pochodzenia. Reprezentant kraju oraz klubu FC Lorient.

## Kariera klubowa
Jest wychowankiem SC Wiener Viktoria, ale praktycznie cały młodzieżowy okres swojej kariery spędził w Rapidzie Wiedeń oraz VfB Stuttgart. W rezerwach tego ostatniego klubu zadebiutował w seniorskiej piłce. W sezonie 2016/2017 wrócił do Austrii, by występować w drugoligowym Floridsdorfer AC. Na kolejne dwa sezony został zawodnikiem Rheindorf Altach. W sezonie 2019/2020 wyemigrował do Francji i grał w drugoligowym Clermont Foot. Od 8 lipca 2020 roku jest zawodnikem FC Lorient.

## Kariera reprezentacyjna
Adrian Grbić reprezentował Austrię w prawie wszystkich kategoriach wiekowych. W seniorskiej reprezentacji Austrii zadebiutował 4 września 2020 roku w wygranym 2:1 wyjazdowym meczu z Norwegią w ramach Ligi Narodów. Jego bilans na dzień 27 czerwca 2021 to 9 występów oraz 4 gole.

## Bramki w reprezentacji
| Nr | Data                | Obiekt                                                | Przeciwnik        | Bramka na | Rezultat | Zawody                        |
| -- | ------------------- | ----------------------------------------------------- | ----------------- | --------- | -------- | ----------------------------- |
| 1. | 7 października 2020 | Wörthersee Stadion, Klagenfurt am Wörthersee, Austria | Grecja            | 1–1       | 2:1      | Towarzyski                    |
| 2. | 11 listopada 2020   | Stade Josy Barthel, Luksemburg, Luksemburg            | Luksemburg        | 0–2       | 0:3      | Towarzyski                    |
| 3. | 15 listopada 2020   | Ernst-Happel-Stadion, Wiedeń, Austria                 | Irlandia Północna | 2–1       | 2:1      | Liga Narodów UEFA (2020/2021) |
| 4. | 18 listopada 2020   | Ernst-Happel-Stadion, Wiedeń, Austria                 | Norwegia          | 1–1       | 1:1      | Liga Narodów UEFA (2020/2021) |